# Landres-et-Saint-Georges
Landres-et-Saint-Georges település Franciaországban, Ardennes megyében. Lakosainak száma 68 fő (2022. január 1.). Landres-et-Saint-Georges Bayonville, Champigneulle, Exermont, Imécourt, Saint-Juvin, Sommerance, Tailly, Bantheville és Romagne-sous-Montfaucon községekkel határos.

## Népesség
A település népességének változása:
| Lakosok száma | 217  | 158  | 128  | 101  | 92   | 84   | 79   | 74   | 72   | 68   |
|               | 1968 | 1982 | 1990 | 2006 | 2013 | 2015 | 2017 | 2019 | 2020 | 2022 |